# Горбова
Го́рбова (укр. Горбова) — село в Острицкой сельской общине Черновицкого района Черновицкой области Украины.
До 2020 года входило в Герцаевский район.
Население по переписи 2001 года составляло 2969 человек. Почтовый индекс — 60522. Телефонный код — 3740. Код КОАТУУ — 7320781301.